# Escaliers du château de Prague
 (juillet 2023).
Si vous disposez d'ouvrages ou d'articles de référence ou si vous connaissez des sites web de qualité traitant du thème abordé ici, merci de compléter l'article en donnant les références utiles à sa vérifiabilité et en les liant à la section « Notes et références ».
Les Escaliers du château (en tchèque Zamecké schody), officieusement appelés Nouveaux escaliers du Château (Nové zámecké schody), sont une voie publique réservée aux piétons. Ils relient la rue Thunovská sur Malá Strana à la rampe du château sur la place Hradčany à Hradčany, au sud du château de Prague dans le quartier de Prague 1. La frontière entre Mala Strana et Hradčany dans la partie supérieure de la rue passe ici.

## Histoire
Les escaliers ont été créés à la place d'une ancienne route de chariots escarpée, documentée ici depuis 1278 et connue sous le nom de Route escarpée (Strmá cesta) au Moyen Âge. Au XIVe siècle, cette route était appelée Stupné, puis a ensuite été rebaptisée Zamecké schody, de 1829 à Nové zámecké schody, et de 1870 à aujourd'hui sous le nom original et plus ancien de Zamecké schody. Leur forme actuelle date pour l'essentiel du milieu du XVIIe siècle, elle a été modifiée sous la Première République par l'architecte Josip Plečnik. La dernière reconstruction des marches a eu lieu entre 1970 et 1972.

## Attractions
- Le nom Nouveaux escaliers du Château est en fait trompeur, car d'un point de vue historique, ces escaliers sont plus anciens que les Vieux Escaliers du Château reliant Klárov à Malá Strana à la porte est du château de Prague.
- La course cycliste exhibition Escaliers de Prague a lieu ici chaque année.
- L'escalier du château surmonte un dénivelé de 36,6 mètres.
- Une statue de saint Philippe Néri.
- La partie inférieure de l'escalier du château se termine à côté du parc Holubička.

## Article lié
- Escaliers de la mairie (Hradčany)